# Jakub Zdybek
Jakub Zdybek (* 11. Oktober 1995 in Wrocław) ist ein polnischer Beachvolleyballspieler.

## Karriere
Zdybek spielte zunächst Hallenvolleyball beim heimatlichen Gwardia Wrocław sowie in Kanada und in Dänemark. Mit verschiedenen Partnern war er seit 2017 auf nationalen Turnieren im Beachvolleyball aktiv.
Von 2021 bis April 2023 spielte Zdybek auch international mit Pawel Lewandowski. Im September 2021 gewannen die Polen das FIVB 1-Stern-Turnier in Apeldoorn.
Seit Mai 2023 ist Olympiateilnehmer Piotr Kantor Zdybeks Partner. Beste Ergebnisse auf der World Beach Pro Tour 2023 waren bei den Challenge-Turnieren in Jūrmala Platz fünf, in Espinho Platz vier sowie ein Sieg in Chiang Mai. Bei der Europameisterschaft in Wien schieden Kantor/Zdybek nach zwei Niederlagen in der Gruppenphase aus. Bei der Weltmeisterschaft in Tlaxcala erreichten sie als „Lucky Loser“ die erste Hauptrunde, in der sie gegen die US-Amerikaner Andy Benesh und Miles Partain ausschieden. In der folgenden Spielzeit war eine Viertelfinalteilnahme beim Challenge in Stare Jablonki das beste Resultat von Kantor und Zdybek auf internationaler Ebene. Ihr bis zu diesem Zeitpunkt national größter gemeinsamer Erfolg gelang ihnen, als sie das Finale der polnischen Landesmeisterschaft für sich entscheiden konnten.